# Chiesa dei Santi Arcangeli

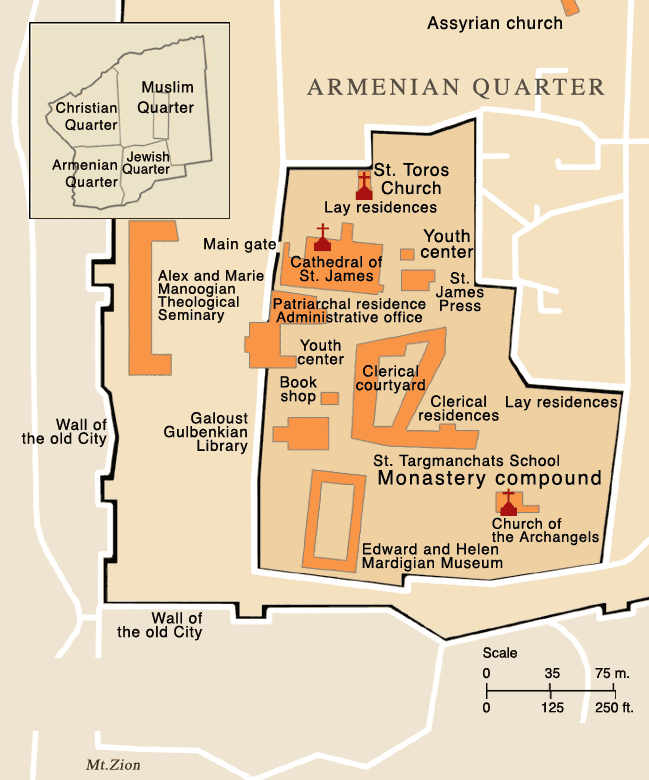
Posizione della chiesa (Church of the Archangels) in una mappa dettagliata in inglese del complesso monastico (Monastery Compound)

La Chiesa dei Santi Arcangeli (in armeno Սրբոց Հրեշտակապետաց եկեղեցի?, Srbots Hreštakapetats yekeğetsi), nota anche come Deir ez-Zeitun (in arabo دير الزيتون‎?, Dayr az-Zaytūn, "Monastero dell'Olivo"), è una chiesa ortodossa armena situata nel quartiere armeno della Città Vecchia di Gerusalemme.

## Tradizione
Secondo una tradizione, questo sito corrisponde alla casa del sommo sacerdote Anna, nonostante tradizioni precedenti la localizzassero in altre posizioni, per esempio nella via di Jehoshaphat o sul monte Zion.
Una delle sue stanze avrebbe funto da prigione per Gesù Cristo. Tuttavia i vangeli stessi danno resoconti diversi sul processo a Gesù e se sia stato portato alla corte di Anna o Caifa. Infatti, il monastero armeno del Santo Salvatore (la "Casa di Caifa", chiamata anche Dair Habs al-Masih, lett. "monastero della prigione del Masīḥ") sostiene di ospitare una prigione del Cristo, dove sarebbe stato trattenuto dopo il processo davanti al sinedrio.

## Storia
Il monastero fu fondato nel XII o XIII secolo.